# Marquise (película)
Marquise es una película francesa de 1997 dirigida por Véra Belmont y con actuación de Sophie Marceau, Bernard Giraudeau y Lambert Wilson.

## Sinopsis
La película relata la historia de una gloriosa bailarina y actriz que sale de la oscuridad para ganarse el corazón de algunos de los personajes más prominentes de Francia (entre ellos, Molière, Racine y el rey Luis XIV). 
La bailarina cuenta con la ayuda de un cómico que se enamora de ella, le propone matrimonio y la lleva a París para iniciar su carrera. A pesar de su íntima relación con otros hombres, mantiene un lugar especial en su corazón reservado sólo para su improbable esposo.

## Reparto
- Sophie Marceau: Marquise.[5]

- Bernard Giraudeau: Molière.
- Lambert Wilson: Racine.
- Patrick Timsit:[6] Gros-René.[7]

- Thierry Lhermitte: Luis XIV.
- Anémone: La Voisin.
- Remo Girone:[8] Jean-Baptiste Lully.
- Georges Wilson: Floridor.[9]
- Franck de la Personne:[10] Monsieur (Felipe I de Orleans).
- Marianne Basler: Madame.
- Romina Mondello:[11] Armande.
- Estelle Skornik:[12] Marie.
- Victoria Peña: la Reina.
- Christine Joly: Madeleine.
- Olivier Achard:[13] Monsieur de Saint-Loup.
- Patrice Melennec:[14] Giacomo de Gorla, padre de Marquise.[15]
- Anne-Marie Philipe:[16] Catherine de Brie.
- Christine Joly: Madeleine Béjart.
- Beatrice Palme: Geneviève.
- Francisco Casares: Gorgibus.
- Guillermo Antón: Charles.
- Eric Boucher: Brécourt.
- Stéphane Boucher:[17] Louis Béjart.[18]

- Jacques Pater.[19]

- Massimo Pittarello.
- Simón Andreu: el Abate de Cosnac.
- Victoria Zinny
- Carlotta Jazzetti: una muchacha.
- Milaura Allegrini.
- Eve Bitoun.[20]
- Antonio Cantafora.[21]
- Ginevra Colonna.[22]
- Alexia Murray.
- Francesca DeRose.
- Flaminia Fegarotti.
- Daniele Ferretti.
- Paolo Fosso.
- Sara Franchetti:[23] madre de Marquise.
- Emanuela Garuccio.[24]
- Micaela Giustiniani.[25]
- Luciano Luminelli.[26]
- Luggi Marturano.
- Emanuela Murari (sin acreditar): una mujer joven.
- Sonia Aquino.[27]
- Louis Per Bruno: el Marqués Leroy, llamado Pierre Arkansas.
- Gérard Moulévrier.